# Andropogon hypogynus
Andropogon hypogynus är en gräsart som beskrevs av Eduard Hackel. Andropogon hypogynus ingår i släktet Andropogon och familjen gräs. Inga underarter finns listade i Catalogue of Life.